# Łagodzin
Łagodzin (niem. Egloffstein) – wieś w Polsce położona w województwie lubuskim, w powiecie gorzowskim, w gminie Deszczno.
W latach 1975–1998 miejscowość administracyjnie należała do województwa gorzowskiego.
Wieś połączona jest z Gorzowem Wielkopolskim linią MZK. 
Na terenie Łagodzina, przy ul. Przyjaznej znajduje się mały cmentarz ewangelicki z końca XIX wieku. 
We wsi był przystanek kolejowy Łagodzin.